# Basilica di Nuestra Señora de la Altagracia
La basilica di Nuestra Señora de la Altagracia è una basilica minore che si trova a Higüey, Repubblica Dominicana. La basilica è la sede della diocesi cattolica di Nuestra Señora de la Altagracia en Higüey.
La cattedrale fu eretta in onore di papa Paolo VI il 17 dicembre 1970. Fu visitata da papa Giovanni Paolo II durante la sua visita nel paese nel 1992.